# Joaquín De Luz
Joaquín De Luz (Madrid, 31 marzo 1976) è un ballerino e coreografo spagnolo.

## Biografia
Nato e cresciuto a Madrid, Joaquín De Luz ha cominciato a danzare alla scuola di Víctor Ullate. Tra il 1992 e il 1995 ha danzato con la compagnia di Ullate, prima di trasferirsi negli Stati Uniti ed essere scritturato come solista dal balletto di Filadelfia. Con la compagnia ha danzato ruoli di rilievo ne La Bayadére, Don Chisciotte, La bella addormentata, Il lago dei cigni e altri. 
Nel 1997 si è unito all'American Ballet Theatre come membro del corpo di ballo; l'anno successivo è stato promosso al rango di solista e in questa veste ha danzato i ruoli dell'idolo di bronzo ne La Bayadère, il Cowboy Rosso in Billy The Kid, Benno ne Il lago dei cigni e altri ancora. Nel 2003 si è unito al New York City Ballet come solista e due anni dopo è stato promosso al rango di primo ballerino. Particolarmente acclamata è stata la sua interpretazione ne Il figliol prodigo di George Balanchine, premiata con il Prix Benois de la Danse. Nel 2016 ha vinto il Premio Nazionale di Danza spagnolo come interprete dell'anno. Ha dato il suo addio alle scene nel 2018 con una rappresentazione di Theme and Variations di Balanchine al David H. Koch Theater.